# Aulonemia trianae
Aulonemia trianae là một loài thực vật có hoa trong họ Hòa thảo. Loài này được (Munro) McClure mô tả khoa học đầu tiên năm 1973.